# Melodorum parvifolium
Melodorum parvifolium är en kirimojaväxtart som beskrevs av William Grant Craib. Melodorum parvifolium ingår i släktet Melodorum och familjen kirimojaväxter. Inga underarter finns listade i Catalogue of Life.